# NASDA
NASDA (NAtional Space Development Agency) var en japansk rumfartsorganisation hvis navn lænede sig kraftigt op ad det amerikanske NASA. Den 1. oktober 1969 blev NASDA dannet for at samle diverse rumfartsgrupper indenfor forskellige ministerier for at fremme udviklingen af kommercielle løfteraketter med flydende brændstoffer samt kommunikations-, jordobservations- og vejrsatellitter. Den 1. oktober 2003 blev NASDA indlemmet i JAXA sammen med andre japanske rumfartsorganisationer.
NASDA overtog raketbasen på Niijimaøen i Tokyobugten, hvorfra der blev opsendt Nipponraketter til den øvre atmosfære. Raketbasen blev hurtigt forladt til fordel for Tanegashima, en ø 100 km syd for Kyushu. Tanegashima ligger på 30° 24’ nordlig breddegrad og giver raketterne en bedre starthastighed end fra Tokyobugten. For ikke at skulle genopfinde den dybe tallerken, licensfremstillede NASDA amerikanske Thor-løfteraketter. NASDA kombinerede deres små Nipponraketter med Thorraketten og betegnede hybriden som N-1. Osaki-startrampen blev bygget til N-1 på Tanegashima. Den 23. februar 1977 opsendte en N-1 testsatellitten Kiku 2 på 130 kg til den geostationære bane. N-2-raketten, der byggede på den amerikanske Deltaraket, opsendte japanske kommunikationssatellitter på 350 kg til synkronbanen i 1980’erne.
NASDA opbyggede et netværk af jordstationer til at følge satellitterne: Hovedstationen Tsukuba 80 km fra Tokyo, Okinawa, Masuda (Tanegashima), Uchinoura (Kyushu), Kwajalein-atollen og Christmas Island.
NASDA udviklede større H-raketter med kryogeniske rakettrin til at opsende tungere satellitter. På Tanegashima-rumhavnen blev Yoshinobu-startrampen bygget til H-raketterne. I dag kan Yoshinobu klargøre to H-IIA ad gangen.
| [ 1 ]          | H-I           | H-II        | H2A202        | H2A2022      | H2A2024     | H2A204            |
| -------------- | ------------- | ----------- | ------------- | ------------ | ----------- | ----------------- |
| førstetrin     | Thor N        | LE-7        | LE-7A         | LE-7A        | LE-7A       | LE-7A             |
| andettrin      | LE-5          | LE-5A       | LE-5B         | LE-5B        | LE-5B       | LE-5B             |
| SRB            | 0             | 2           | 2             | 2            | 2           | 4                 |
| SSB            | 9 Castor      | 0           | 0             | 2            | 4           | 0                 |
| nyttelast      | 0,55 t GTO    | 3,9 t GTO   | 3,7 t GTO     | 4,2 t GTO    | 4,6 t GTO   | 5,7 t GTO         |
| startvægt      | 142 t         | 260 t       | 289 t         | 321 t        | 351 t       | 445 t             |
| 1. opsendelse  | 12. aug. 1986 | 4. feb.1994 | 29. aug. 2001 | 26. feb.2005 | 4. feb.2002 | 18. december 2006 |
| *opsend./succ. | 9/9           | 7/5         | 3/2           | 3/3          | 7/5         | 1/1               |

*Pr. 23. februar 2008
- (H-IIA kode: H2Aabcd: a=kernetrin, b=LRB, c=SRB og d=SSB)
- SRB: Solid Rocket Booster – 75 tons faststofraket
- SSB: Solid Strap-on Booster – 15 tons faststofhjælperaket
- GTO: Geostationary Transfer Orbit (250 km x 36.226 km, 28,5°) – til synkronbanen

NASDA havde planer om at koble et (H2A212) og to (H2A222) ekstra LE-7A på som LRB (Liquid Rocket Booster), opbygget som H-IIA's førstetrin. LRB blev droppet i 2003.
Til at opsende et ton i et lavt jordkredsløb udviklede NASDA J-I tretrinsfaststofraketten. Førstetrinnet er en SRB fra H-II og de øvre trin er ISAS's Mu-3S-raket. J-I opsendes fra N-1's gamle startrampe Osaki og kan klargøres på kort tid.

## Astronautkorps
NASDA oprettede et astronautkorps til at betjene instrumenter på Spacelab-J, der fløj i rummet i lastrummet på NASA’s rumfærge. Den første japaner i rummet blev dog journalisten Toyohiro Akiyama, hvis arbejdsgiver Tokyo Broadcasting System købte et ophold på den sovjetiske rumstation Mir i 1990 til ham. NASDA gik med i Den Internationale Rumstation og har udviklet laboratoriemodulet Kibō (håb), der i 2008 og 2009 blev opsendt i tre dele af NASA’s rumfærger. JAXA har overtaget astronautkorpset såvel som Kibō-projektet.
| Mamoru Mohri  | nyttelastspecialist STS-47 (Spacelab-J), 12-20. sep. 1992. |
| Mamoru Mohri  | missionsspecialist STS-99, 11.-22. feb. 2000.              |
| Chiaki Mukai  | nyttelastspecialist STS-65 (IML-2), 8.-23. juli 1994.      |
| Chiaki Mukai  | nyttelastspecialist STS-95, 29. okt.-7.nov. 1998.          |
| Koichi Wakata | missionsspecialist STS-72, 11.-20. jan. 1996.              |
| Koichi Wakata | missionsspecialist STS-92, 11.-24. okt. 2000.              |
| Takao Doi     | missionsspecialist STS-87, 20. nov.- 5. dec. 1997.         |

## Eksterne links
- JAXA Arkiveret 21. marts 2007 hos  Wayback Machine
- NASDA Arkiveret 5. december 2003 hos  Wayback Machine